# Visarga
Visarga (AITS: visarga) (sanscrită विसर्गः „विसर्गः”, tamilă: „aytam”, însemnând „a trimite înainte, a descărca”), numită și visarjanīya de către gramaticienii timpurii, în fonologia sanscrită (śikṣā), este numele unui sunet, [h], scris în felul următor:
| Transliterare | Simbol |
| ------------- | ------ |
| AITS          | ⟨ḥ⟩    |
| Harvard-Kyoto | ⟨H⟩    |
| Devanagari    | ⟨ः⟩     |

Visarga este un alofon al fonemelor /r/ și /s/ în pauza de la sfârșitul unui enunț). Din moment ce /-s/ este un sufix flexionar comun (la nominativ singular, persoana a II-a singular, etc.), visarga apare frecvent în textele sanscrite. În ordinea tradițională a sunetelor sanscrite, visarga împreună cu anusvāra apare între vocale și consoane oclusive.
Pronunția exactă a visarga în textele vedice poate varia între diferitele Śākhā. Unele pronunță un ecou ușor al vocalei precedente după fricativă, de exemplu „aḥ” vafi pronunțat [ɐhᵄ], iar „iḥ” va fi pronunțat [ihⁱ].

## Tipuri de visarga
Conform fonologilor sanscriți, visarga are doi alofoni, și anume „जिह्वामूलीय” („Jihvāmūlīya” sau visarga guturală) și „उपध्मानीय” („Upadhmānīya” sau visarga fricativă). Ultima seamănă cu semnul de punctuație „două puncte” sau cu două cerculețe unul deasupra altuia. Această formă este păstrată de majoritatea sistemelor de scriere indiene actuale. Celălalt este pronunțat înaintea literelor क, ख, प și फ. De ex. तव पितामहः कः | (Cine este bunicul tău?) पक्षिणः खे उत्पतन्ति |(Păsările zboară pe cer) भोः पाहि (Domnule, salvează-mă) तपःफलम् (Rezultatul penitențelor) etc. Jihvāmūlīya visarga este scrisă ca două semicercuri în formă de semilună unul deasupra celuilalt, orientate respectiv în sus și în jos. Acest mod de a indica regula gramaticală aferentă Jihvāmūlīya încă există în scrierea telugu și alfabetul kannada, în timp ce alofonul a fost pierdut complet în toate celălalte sisteme de scriere indiene. În prezent este folosit doar pentru sandhi.

## Tamilă

Tamil akh

În limba tamilă, visarga este numită āytam, scrisă ஃ. Înafară de o uzanță modernă ca semn diacritic prentru scrierea sunetelor străine, este arhaic și folosit numai în cuvinte idiomatice și fosilizate precum அஃது (adhu - „acolo”), இஃது (idhu - „aici”) etc. Este menționat în cel mai vechi tratat de gramatică tamil disponibil, Tolkāppiyam (1:1:2), unde este categorisit ca un alofon (cārpezuttu, „sunet dependent”). Așa cum afirmă Krishnamurti (Krishnamurti:2003 p154  ) „Proprietățile āytam, așa cum sunt descrise de Tolkāppiyam, erau: (1) apărea după o vocală scurtă și după o oclusivă (surdă), iar locul articulării sale este ca cel al oclusivei. Cu alte cuvinte, ஃ asimilează la următoarea oclusivă surdă".

## Birmană
În scrierea birmană, visarga (având numeroase nume: birmaneză ရှေ့ကပေါက် shay ga pauk, birmaneză ဝစ္စပေါက် wizza pauk, sau birmaneză ရှေ့ဆီး shay zi și reprezentată cu două puncte în dreapta literei precum ◌း), când este atașată la o literă, creează tonul înalt.

## Japoneză

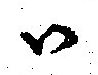
Semnul Visarga
folosit de Motoori.

Motoori Norinaga a inventat un semn pentru visarga pe care l-a folosit într-o carte despre ortografia indiană.